# Cantal (departament)
Cantal (wymowaⓘ, kɑ̃tal) – departament w południowo-centralnej Francji, w regionie Owernia-Rodan-Alpy. Utworzony został z części byłej prowincji Owernia, podczas rewolucji francuskiej 4 marca 1790. Ośrodkiem administracyjnym (prefekturą) i największym miastem departamentu jest Aurillac. 
W 2023 roku w skład departamentu wchodziło 246 gmin (lista).

## Miejscowości
Największe miejscowości departamentu (w nawiasach liczba ludności w 2021 roku):

- Aurillac (25 815)
- Saint-Flour (6423)
- Arpajon-sur-Cère (6315)
- Ytrac (4322)
- Mauriac (3519)
- Riom-ès-Montagnes (2428)
- Naucelles (2137)
- Maurs (2110)
- Jussac (2026)
- Vic-sur-Cère (1885)
- Massiac (1804)
- Murat (1792)
- Neuvéglise-sur-Truyère (1704)
- Neussargues en Pinatelle (1653)
- Ydes (1624)
- Saint-Mamet-la-Salvetat (1543)
- Saint-Paul-des-Landes (1533)
- Pleaux (1459)
- Sansac-de-Marmiesse (1370)
- Lanobre (1368)
- Vézac (1297)
- Le Rouget-Pers (1278)
- Polminhac (1213)
- Saint-Georges (1183)
- Saint-Simon (1126)
- Roannes-Saint-Mary (1106)
- Reilhac (1089)
- Saint-Cernin (1055)
- Champagnac (1026)
- Champs-sur-Tarentaine-Marchal (1022)